# Innauer Matt Architekten
Innauer Matt ist ein österreichisches Architekturbüro, das 2013 von Markus Innauer und Sven Matt in mit Sitz in Bezau gegründet wurde.

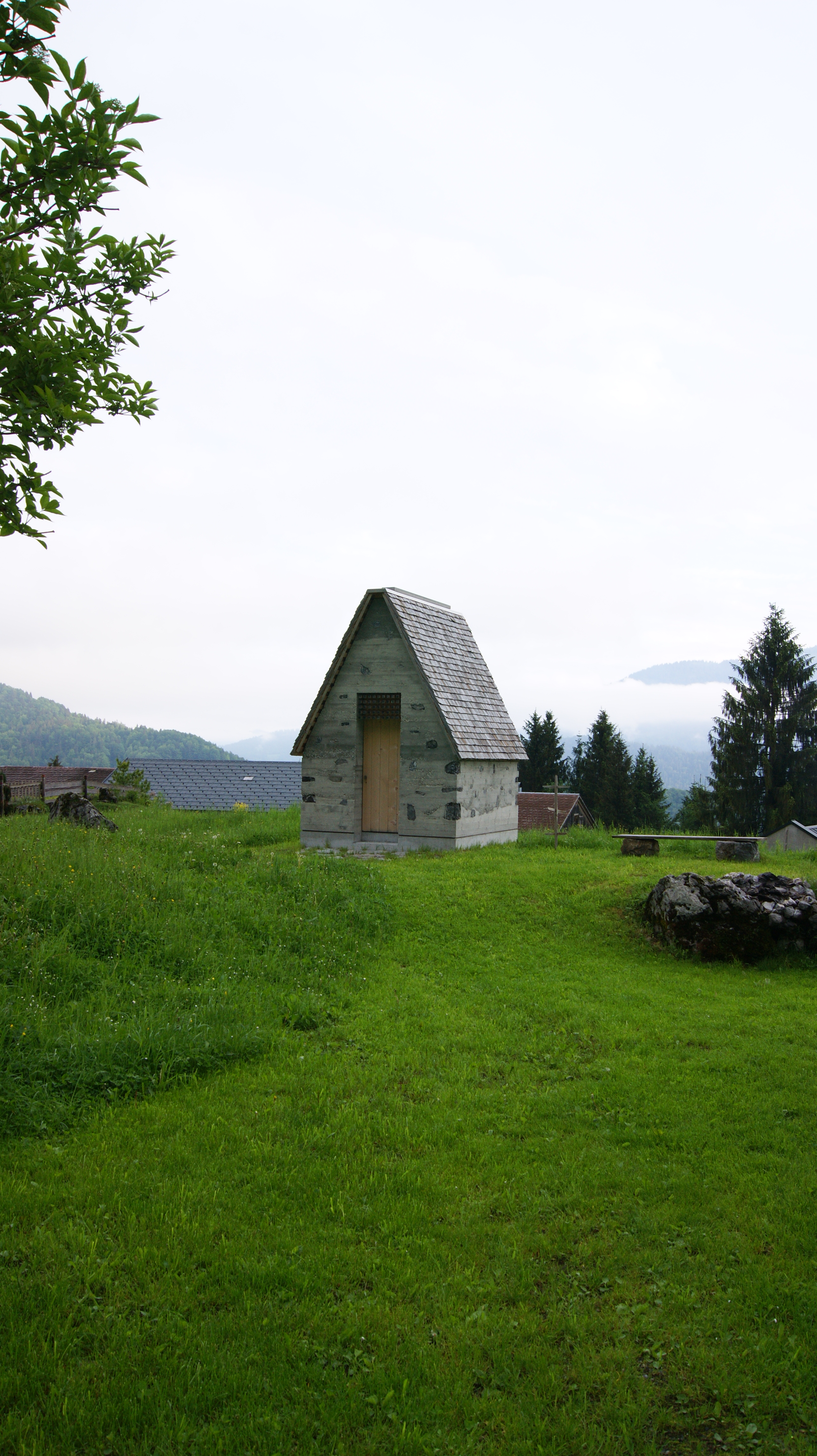
Bergkapelle, Wirmboden

## Partner
Markus Innauer (* 1980) studierte von 2002 bis 2009 an der Universität für angewandte Kunst in Wien. Ein Jahr Auslandsaufenthalt in den Jahren 2005 und 2006 an der University of California in Los Angeles. 2009 machte Innauer sein Diplom in der Meisterklasse bei Zaha Hadid. Von 2002 bis 2008 arbeitete er bei Oskar Leo Kaufmann in Dornbirn. 2012 wurde Innauer staatlich befugter und beeideter Ziviltechniker. Seit 2015 ist er im Gestaltungsbeirat der Gemeinde Schruns. 2020 hatte er eine Gastprofessur bei Florian Nagler an der TU München inne.
Sven Matt (* 1980) studierte von 2000 bis 2003 an der technischen Universität in Innsbruck. Zwischen 2003 und 2004 arbeitete er bei Feichtinger Architekten in Paris und Wien. Danach folgten acht Lehrjahre bei Bernardo Bader in Dornbirn. 2007 machte Matt seinen Diplom an der technischen Universität in Wien. 2012 wurde Sven Matt staatlich befugter und beeideter Ziviltechniker.

## Bauwerke

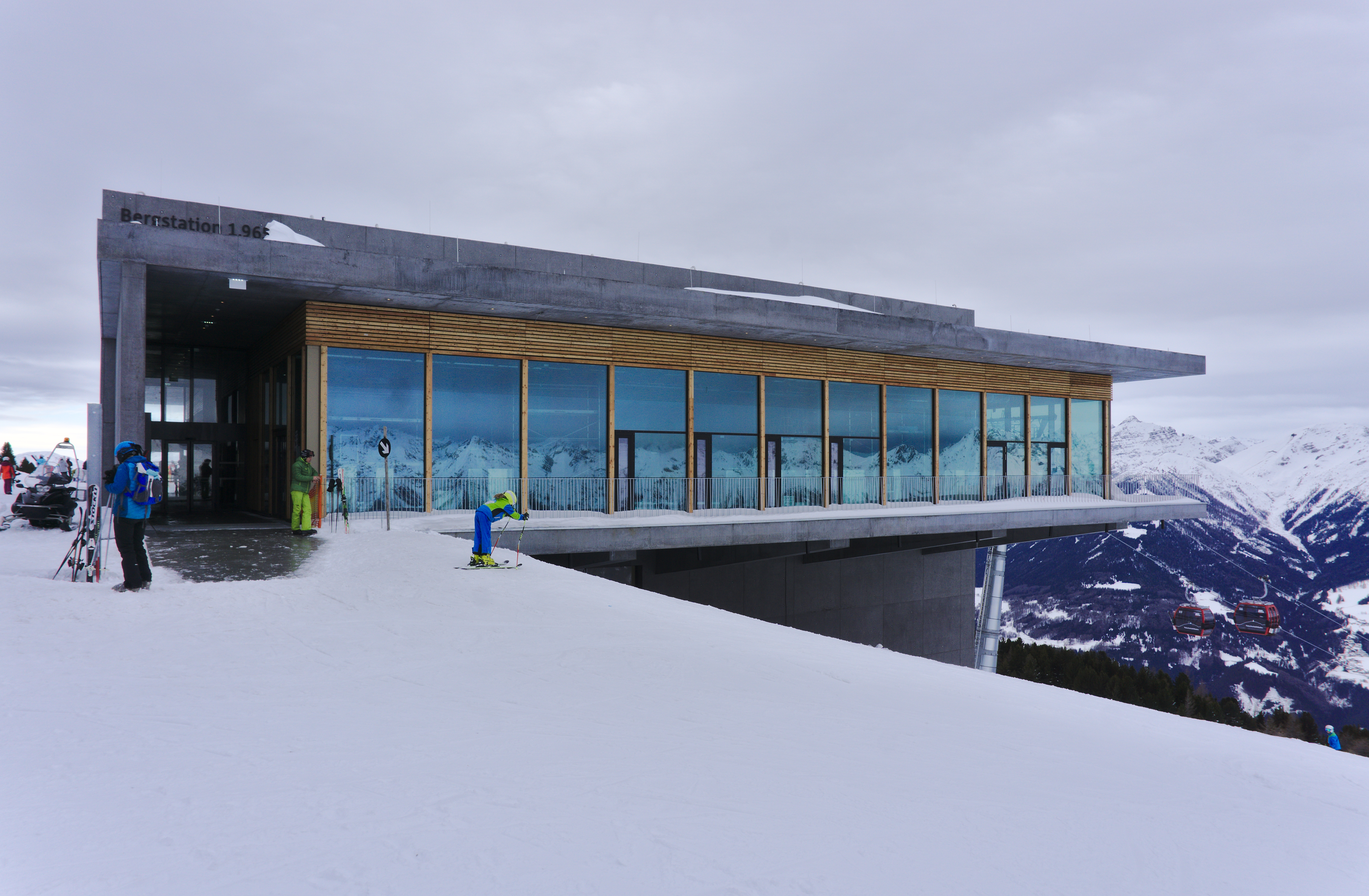
Patscherkofelbahn, Igls

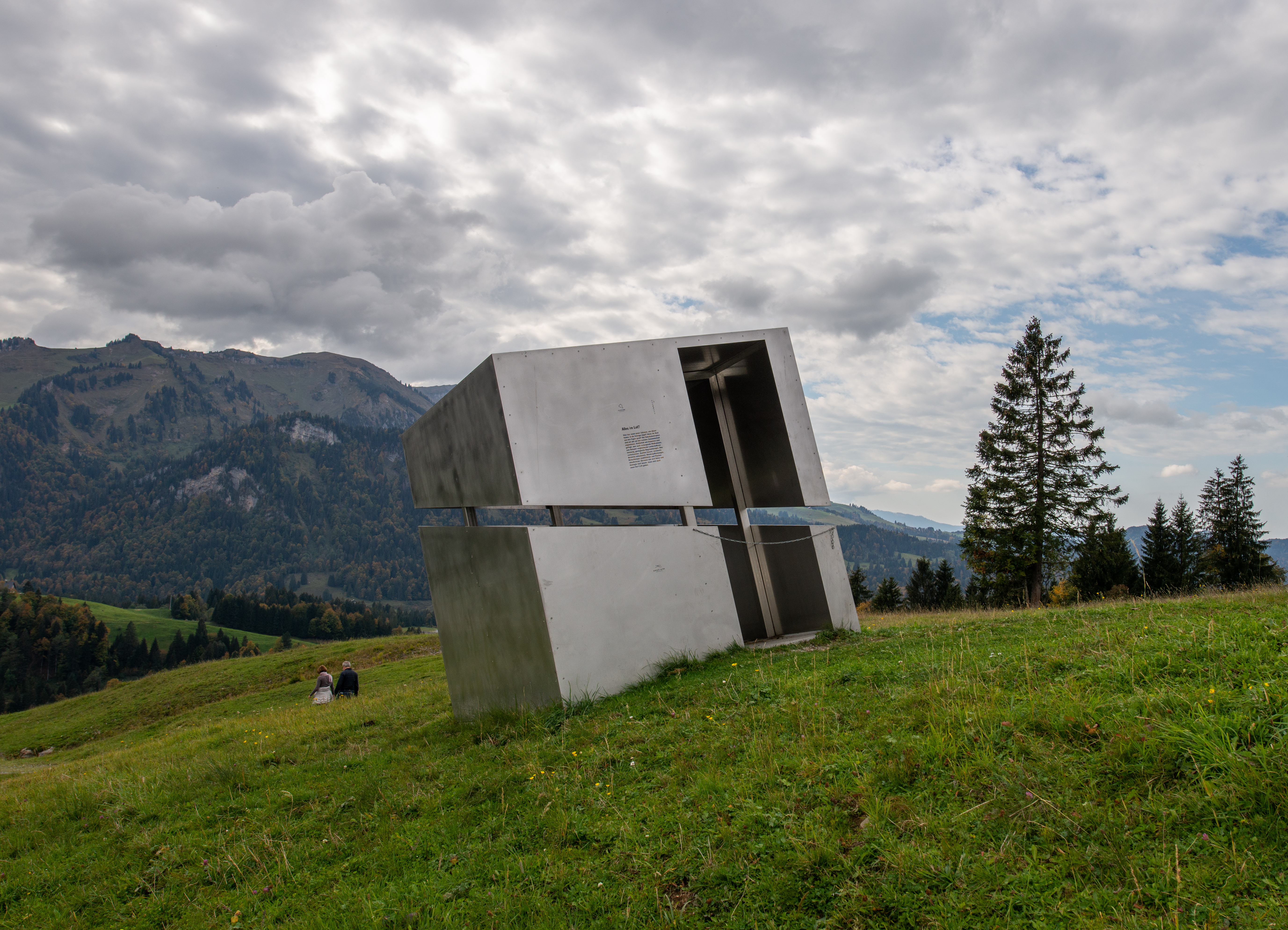
Georunde Rindberg, Sibratsgfäll

- 2015: 1. Preis Schule mit Bernardo Bader Architekten, Vandans
- 2015: 1. Preis österreichische Botschaft mit Bernardo Bader Architekten, Zagreb
- 2015: Georunde Rindberg, Sibratsgfäll
- 2016: Wohnhaus, Bürserberg
- 2016: Bergkapelle Wirmboden, Schnepfau[7]
- 2017: Wohnhaus, Alberschwende
- 2017: Gartenwerkstatt, Bezau[8]
- 2018: Patscherkofelbahn, Tal-, Mittel- und Bergstation, Igls[9]
- 2019: Kindergarten, Lustenau
- 2020: Strandbad, Lochau
- 2017–2022: Kunstraum, Kunsthochschule Kassel
- 2019–2023: Firmenzentrale, Bludenz

## Auszeichnungen und Preise
- 2014: Häuser Award für Wohnhaus, Mellau[10]
- 2015: Holzbaupreis Steiermark für Wohnhaus, Graz
- 2015: Häuser des Jahres für Wohnhaus, Egg
- 2015: Vorstellung von Wohnhaus, Egg und Wohnhaus, Schwarzenberg in Best Architects 16
- 2016: Interior Award
- 2017: Staatspreis Design für räumliche Gestaltung für Georunde Rindberg
- 2017: 2A Continental Architecture Award Gold für Bergkapelle, Schnepfau
- 2018: Österreichischer Bauherrenpreis für Georunde, Rindberg
- 2018: Geplant + Ausgeführt für Gartenwerkstatt, Bezau
- 2019: Big See Architecture Award für Wohnhaus, Alberschwende
- 2019: German Design Award für Georunde, Rindberg
- 2019: Häuser Award für Wohnhaus, Bürserberg
- 2019: Honor Award bei Faith & Form für Bergkapelle, Schnepfau
- 2023: Auszeichnung – Deutscher Architekturpreis für Kunstraum, Kunsthochschule Kassel[11]
- 2024: Nominierung – EUMies Award für Kunstraum, Kunsthochschule Kassel[12]